# Dongfeng 16
Dongfeng 16 ili DF-16 ( kineski: 东风, Istočni vjetar; NATO-ovo kodno ime: CSS-11) kopneni je taktički balistički projektil Narodne Republike Kine. Ima samonavodeću glavu, a s dometom od 800-1200 km DF-16 spada u projektile kratkog i srednjeg dometa. 
Razvoj Dongfenga 16 u China Space Sanjiang Group Corporation, tadašnjoj Devetoj akademiji (九院) China Aerospace Science and Industry Corporation, započeo je 2009. Namjera je bila zamijeniti starije rakete kratkog dometa DF-11 i DF-15 modernim sustavom. Budući da se DF-16 temeljio na prethodna dva modela, troškovi razvoja bili su ograničeni.  Od 2010. godine raketu su pod sadašnjim imenom trupe testirale prvo na kozmodromu Jiuquan, a ondai u Bazi 52 topničkog korpusa u Anhuiju. Kao i u ostalim projektilima Narodnooslobodilačke armije Kine, brojka 1 u oznaci DF-16 označava jednostupanjsku raketu, a 6 je serijski broj.  U rujnu 2012. prve fotografije DF-16 pojavile su se na kineskim internetskim stranicama, a projektil je službeno u upotrebi od 2014. godine.  Prvo javno predstavljanje održano je 3. ožujka. rujna 2015. na vojnom mimohodu povodom obilježavanja 70. obljetnice pobjede nad Japanom u Drugom svjetskom ratu.

## Tehnologija
11.8 m duga raketa na kruto gorivo  se nalazi na peteroosovinskom kamionu s uređajem za uspravljanje,  pri čemu je zaštićena od utjecaja temperature i vlage uzdužno zglobnim spremnikom, što povećava njezinu pouzdanost.  Kamion za sve terene s pogona 10×10 je 16,3 m dužine, 3,5 m širok i težak 22,5 t bez tereta. Može transportirati projektile koji zajedno s bojevom glavom mogu  težiti do 45 t. Na cesti kamion dostiže brzinu od 70 km/h. Kada transporter stigne na paljbeni položaj, prvo se otvara gornja polovica transportnog kontejnera, koji je vodoravno pričvršćen za kamion. Potom se hidraulički podiže raketa koja se još nalazi u donjoj polovici oklopa transportnog kontejnera i pričvršćena je na donji kraj bojne glave. Nosač bojne glave projektila se oslobađa, donja polovica granate se sklapa natrag u horizontalni položaj, a nakon postavljanja inercijalnog navigacijskog sustava  projektil se može lansirati. 
DF-16, koji pronalazi svoju metu kroz interakciju svog inercijalnog navigacijskog sustava sa satelitskim navigacijskim sustavom Beidou  i dobro je zaštićen od elektroničkih protumjera,  karakterizira posebno visoka razina točnosti, koja je usporediva s onom od krstarećeg projektila. Pri ponovnom ulasku u atmosferu raketa ima brzinu od 8 Macha  Bojna glava mase 1.5 t    može biti konvencionalna ili primiti do tri nuklearne bojeve glave. Nakon odvajanja bojeve glave, projektil ispušta veliku količinu mamaca kako bi neprijateljskom radaru otežao fiksiranje cilja. 
Prema izvješćima američkih medija, DF-16 predstavlja značajnu prijetnju Tajvanu jer je njegovu bojevu glavu velike brzine, koja se spušta pod strmim kutom, teško presresti proturaketnim sustavima kao što je MIM-104 PAC-3. DF-16 je posebno dizajniran za napade na stacionarne ciljeve kao što su zračne luke, gdje se visokoeksplozivne bojeve glave mogu koristiti za uništavanje pojedinačnih hangara, kazetnim streljivom može se koristiti za uništavanje pista, a bojevim glavama za razbijanje bunkera može se koristiti za uništavanje podzemnog zapovjedništva objekata. 

## Vanjske poveznice
- Globalna sigurnost: DF-16 (engleski)